# Japara (regentschap)
Japara of Djapara (Indonesisch: Jepara) is een regentschap op het eiland Java, ten noordoosten van Semarang (stad) en niet ver van de vulkaan Muria. Het regentschap aan Java's Noordoostkust heeft ongeveer een miljoen inwoners; de stad Japara heeft een voornamelijk islamitische bevolking (95%), maar er wonen ook Chinezen.

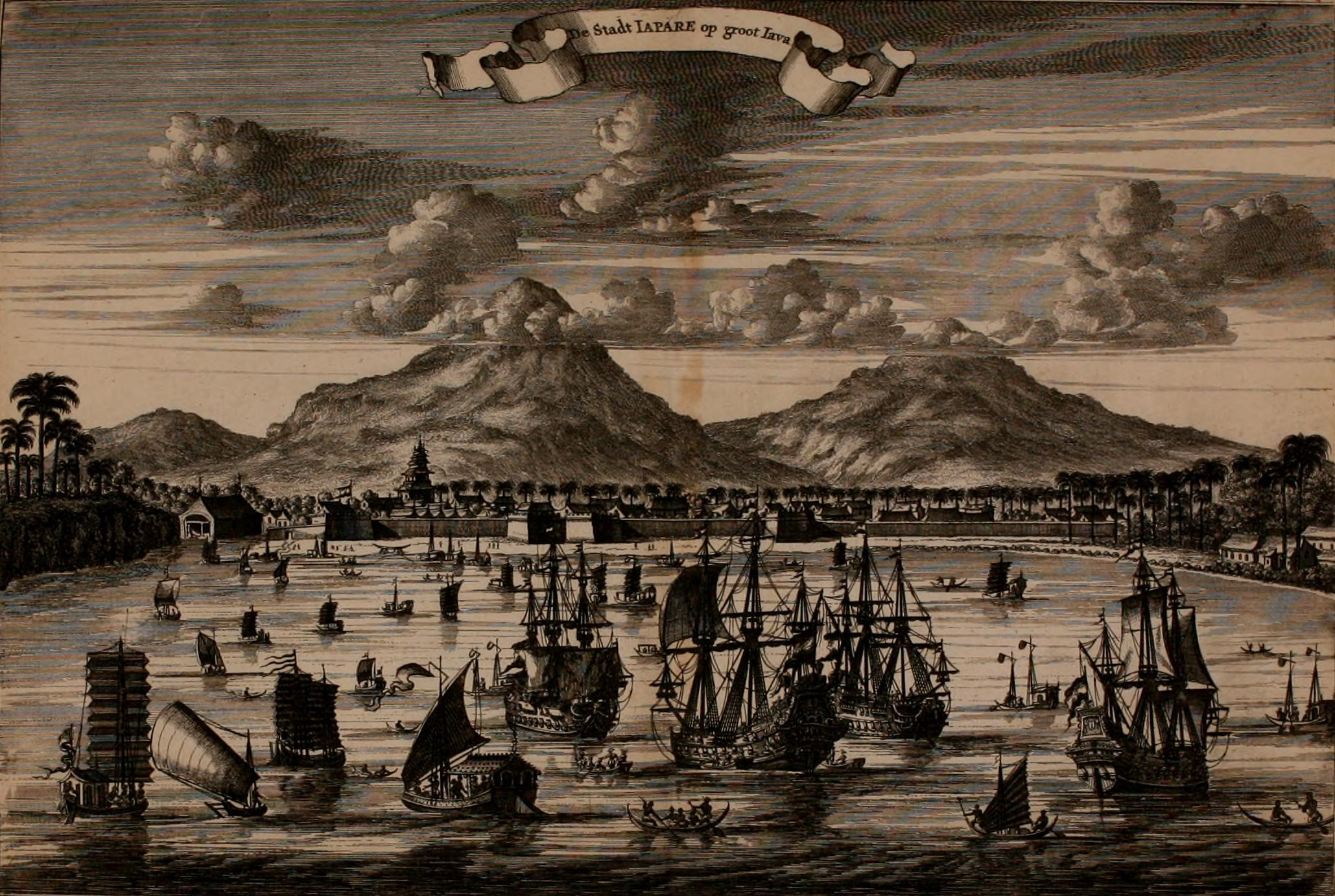
Japara skyline van de stad rond het jaar 1650, met op de achtergrond van de berg Moria

Vroeger lag de stad aan zee, en was een welvarende handelsplaats. In 1513 vertrokken 90 schepen uit Japara naar Malakka om de Portugezen te verdrijven, die daar sinds 1511 een handelspost hadden opgezet.
De stadhouder van Mataram veroverde Japara ergens tussen 1580 en 1602. In 1614 vestigde Pieter Both met toestemming van de Mataram een factorij in Japara, dat de functie van het in 1613 verwoeste Gresik overnam. De Mataram eiste geen tolgeld, want hij bezat genoeg naar zijn eigen zeggen. In 1615 werd de Hollandse versterking goedgekeurd door Gerard Reynst, een Raad van Indië. In 1617 bezocht Laurens Reael de stad. In augustus 1618 werd de factorij door Mataram overvallen, drie man werden gedood, drie raakten gewond en zeventien man zijn gevangengenomen. Volgens de Nederlanders lag de oorzaak bij de Engelsen, die zich hadden schuldig gemaakt aan zeeroof; volgens de Engelsen lag het aan het feit dat de Nederlanders weigerden tol te betalen, en volgens de Mataram was de oorzaak gelegen in de betrekkingen tussen de Nederlanders en de inlandse meisjes.
In 1619 nam J.P. Coen de Engelse schepen in beslag die voor de haven lagen, terwijl de VOC in onderhandeling was met de Engelse East India Company. Hij dwong de Chinezen hem tegen een vastgestelde prijs de zwarte peper te leveren en bij ontduiking hiervan liet hij de lading op zee in beslag nemen.
Nadat de stad Japara twee maal was verwoest, in november 1618 door Adriaen Maertensz. Block om de gevangenen vrij te krijgen en mei 1619 door Coen, vroeg de Mataram de Nederlanders in 1621 terug te komen, waarop de VOC niet is ingegaan. Ook de Denen waren inmiddels bij Japara aangekomen. In 1632 werd een Nederlands gezantschap gevangengenomen door de Mataram en is pas in 1647 bevrijd.
In 1632 zouden de Portugezen in Japara een versterking hebben gebouwd. Een Hollandse factorij kwam er eerst in 1651.
In de beginjaren van de VOC was de stad van belang vanwege de verbinding met Mataram en de aanvoer van hout en levensmiddelen (rijst) naar Batavia en de Molukken. In 1677 werd in de stad een fort gebouwd. De stad werd standplaats voor het compagnieleger in verband met de operaties in Midden en Oost-Java die in 1681 leidden tot overwinning op de opstandelingen tegen de soesoehoenan. In 1708 is de factorij verplaatst naar Semarang.
In de 18e eeuw zetelde Carel Sirardus Willem van Hogendorp als resident in Japara. In de 19e eeuw werkte Eugène Dubois in Japara. Japara is de geboorteplaats van Raden Adjeng Kartini.
Tegenwoordig is de stad bekend vanwege doerian en de vele teakhoutsnijwerkers en meubelmakers.

## College
- APRIKA, H.M. Sulchan No.1 Straat
- AKB, Balekambang Gemiring Lor Straat
- AKJ, RMP. Sosrokartono No. 1 Pengkol Straat
- AKBID AL-HIKMAH, Mayong Straat
- UNTAG, S. Tubun Straat
- UNDIP, Teluk Awur Straat
- UNISNU, Taman Siswa No. 09 Pekeng Straat

## Japara Keuken

Adon-Adon Coro

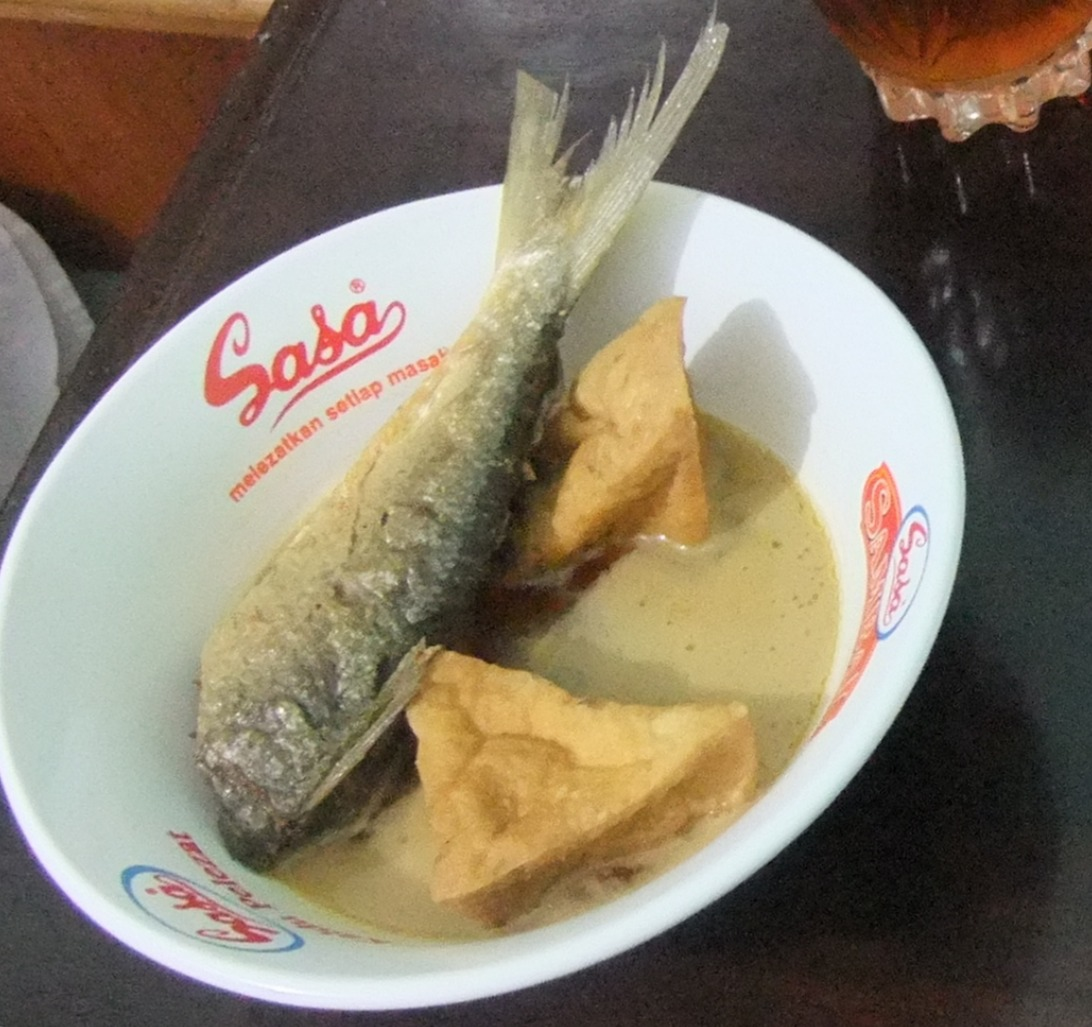
Pindang Serani

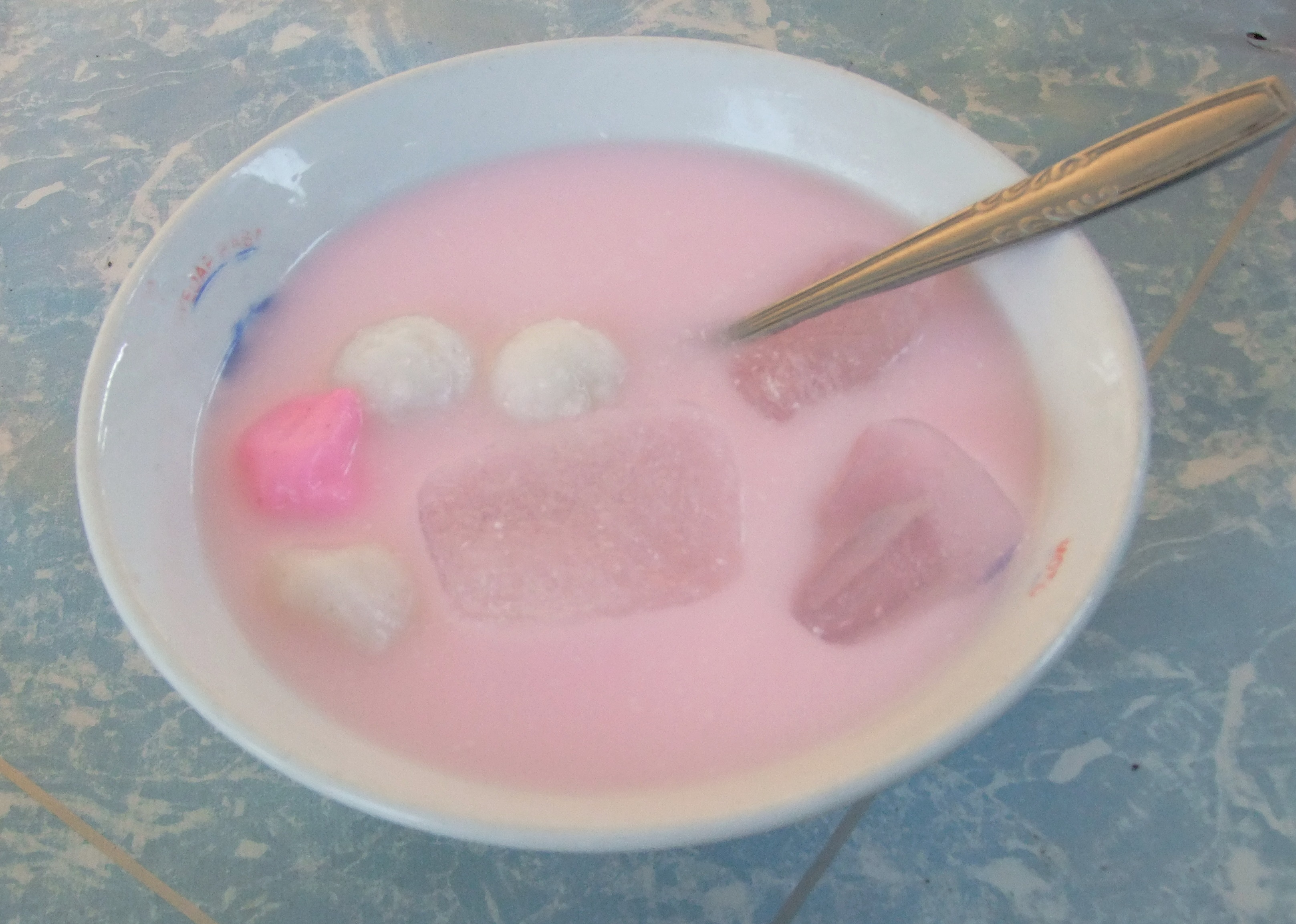
Ice Gempol

Kacang Oven

- Pindang Serani
- Soto Jepara
- Soto Bumbu
- Soep Udang
- Soep Pangsit Jepara
- Opor Panggang
- Bongko Mento
- Singit
- Semur Jepara
- Sayur Asem Jepara
- Kelan Antep
- Gule Petih Jepara
- Laksa Jepara
- Sayur Keluak Ayam
- Kagape kambing
- Rempah Jepara
- Horok-Horok
- Satay Kikil
- Pecel Ikan Laut Panggang
- Tempong
- Bakso Ikan Ekor Kuning
- Siomay Tongkol
- Tongseng Cumi

## Japara Salade
- Brayo
- Latuh
- Kuluban
- Horok-Horok Janganan

## Japara Beverage
- Adon-Adon Coro
- Ice Gempol
- Ice Dawet
- Dapur Kuwat Coffee
- Tempur Coffee
- Kopi Luwak Muria

## Japara Fruit
- Durian Petruk
- Welahan Star Fruit
- Gedangan Banana
- Jepara Peanut
- Krasak Mango
- Jepara Oranje (Limnocitrus littoralis (Mig) Swing)

## Japara Snack
- Turuk Bintol
- Kawur
- Kicak
- Lapis Pati Bodin Jepara
- Carang Madu
- Putu Sagu
- Hoyok-Hoyok
- Madu Mongso
- Poci
- Talam
- Moka
- Sengkolon
- Rondho Royal
- Lempok
- Gantilut
- Nogosari
- Moto Belong

## Toerisme

### Natuur
- Karimunjawa National Park
- Panjang Eiland
- Mandalika Eiland, Tue Ujungwatu Dorp
- Kartini Beach, Tue Bulu dorp
- Tirto Samodra Beach, Tue Bandengan Dorp
- Empu Rancak Beach, Tue Karanggondang Dorp
- Pungkruk Beach, Tue Mororejo Dorp
- Guamanik Pecatu Beach, Tue Ujungwatu Dorp
- Teluk Awur Beach, Tue Telukawur Dorp
- Semat Beach, Tue Semat Dorp
- Tanjung Karang Beach, Tue Mulyoharjo Dorp
- Ombak Mati Beach, Tue Bondo Dorp
- Behoud van de Mount Clering, Tue Clering Dorp
- Songgo Langit Waterval, Tue Bucu Dorp
- Wellspring Engelen en Jaka Tarub, Tue Daren Dorp
- Punden Reservoir, Tue Gemulung Dorp
- Meer van Sejuta Akar (Lake miljoen Root), Tue Bondo Dorp
- Tritip Cave, Tue Ujung Watu Dorp
- Manik Cave, Tue Sumanding Dorp
- Wono Setro Pinus, Tue Batealit Dorp
- Sreni Indah, Tue Bategede Dorp

### Geschiedenis Tours
- Fort Portugees, Tue Ujungwatu Dorp
- Fort Jepara XVI, Tue Ujungbatu Dorp
- Mantingan Moskee, Tue Mantingan Dorp
- Kartini Museum, Tue Panggang Dorp
- Monument Kartini Placenta, Tue Pelemkerep Dorp
- Hian Thian Siang Tee Klooster, Tue Welahan Dorp
- Bubrah Tempel, Tue Tempur Dorp
- Angin Tempel, Tue Tempur Dorp

### Gezinsvakantie
- Tiara Park, Tue Purwogondo Dorp
- Alamoya Waterboom, Tue Bapangan Dorp
- Zwembad "Sinta Pool", Tue Pecangaan Kulon Dorp
- Oranje landbouw toerisme, Tue Bategede Dorp

### Winkelen Tour
- Markt van Craft (id: Pasar Kerajinan), Tue Margoyoso Dorp
- Adrift markt (id Pasar Apung), Tue Demaan Dorp
- Shopping Centre Jepara (SCJ), Tue Panggang Dorp
- Saudara Swalayan, Tue Ngabul Dorp
- Karangrandu markt (Traditioneel Snack Markt), Tue Karangrandu Dorp
- Ngabul markt (Durian Markt), Tue Ngabul Dorp
- Meubels veiling, Tue Rengging Dorp

## Souvenir Goederen
Jepara Regency heeft alle soorten goederen, souvenirs typisch Jepara, te weten:
- Macan Kurung
- Monel Kriyan
- Tenun Troso Ikat (Troso Weave)

## Potentiële
- Jepara Carving funiture Industrie. Deze industrie is wijdverbreid in het grootste deel van alle districten van Jepara, met uitzondering van Districten van Karimunjawa.
- Relief Art ambachtelijke, Tue Senenan Village
- Ambachtelijke Sculptuur, Tue Mulyoharjo Village
- Ambachtelijke Goud, Tue Margoyoso Village
- Ambachtelijke Monel, Tue Kriyan Village
- Ambachtelijke IJzer (Pande Besi), Tue Purwogondo Village
- Ambachtelijke Gebyok Carving, Tue Gemiring Gemiring Kidul Lor Village en Village
- Ambachtelijke Troso Weven, Tue Troso Village
- Traditioneel speelgoed knutselen, Tue Karanganjar Village
- Ambachtelijke Kreneng, Tue Gidangelo Village
- Ambachtelijke geweven bamboe, Tue Kendengsidialit Village
- Ambachtelijke Ratan, Tue Telukwetan Village
- Ambachtelijke Aardewerk, Tue Mayong Lor Village
- Papier Umberella ambachtelijke, Tue Brantaksekarjati Village
- Garment Industry Tue, Sendang Village
- Industri Borduurwerk, Tue Nalumsari Village
- Industrie Cigaette, Tue Robayan Village
- Brood industrie, Tue Bugo Village
- Industrie dak, Tue Mayong Kidul Village
- Concrete baksteenindustrie, Tue Kalipucang Kulon Village
- Centrum Sinaasappelen, Tue Bategede Village

## Telefoon nood Jepara
- Politie = 62-291-591110
- Fire Fighter = 113
- Fire Fighter Grista = 62-291-592706
- Elektrische Storing = 62-291-591021
- Telefoon Storing = 117
- Kartini Ziekenhuis = 62-291-591175
- Kelet Ziekenhuis = 62-291-57902
- Graha Husada Ziekenhuis = 62-291-592067
- Aulia Medica Ziekenhuis = 62-291-593627
- Sultan Hadlirin Islamic Ziekenhuis = 62-291-591507
- Ambulance = 118

## Bron
- Colenbrander, H.T. (1934) Jan Pietersz. Coen. Levensbeschrijving.